# 東小鷹野
東小鷹野（ひがしおだかの）は、愛知県豊橋市の地名。

## 地理
豊橋市東部に位置する。東は牛川町・多米町、西は西小鷹野、南は井原町、北は忠興1丁目に接する。

### 河川
- 朝倉川[1]

## 歴史

### 人口の変遷
国勢調査による人口および世帯数の推移。
| 1995年（平成7年）  | 1129世帯 3387人 |  |
| 2000年（平成12年） | 1237世帯 3647人 |  |
| 2005年（平成17年） | 1400世帯 3877人 |  |
| 2010年（平成22年） | 1439世帯 3847人 |  |
| 2015年（平成27年） | 1472世帯 3858人 |  |

### 沿革
- 1978年（昭和53年） - 豊橋市多米町・牛川町・井原町の各一部により、同市東小鷹野が成立[2]。

## 施設
- 神明社[1]
- 愛知県東三河水道事務所[1]
- 愛知県豊橋浄水場[1]

1967年（昭和42年）に豊橋市の浄水場として整備されたが、1970年（昭和45年）、県営東三河水道用水供給事業開始に伴い愛知県に移管された。立地する豊橋市のほか、隣接する豊川市および新城市を含め、約8万立方メートル/日の給水を行っている。敷地面積約2万5千平方メートル。施設の老朽化に伴い、2025年度から再整備が予定されており、2034年ごろにPFIを活用した民間事業者による新施設の運営が開始される。
- 豊橋市小鷹野浄水場[1]
- 蝉川公園
- 豊橋才能教育こども園
- 小鷹野住宅第一公園
- 小鷹野住宅第二公園
- 世界救世教豊橋研修センター
- 中沢公園
- 野川公園
- 豊橋シオンチャーチ
- エホバの証人王国会館 豊橋東小鷹野

- 豊橋市小鷹野浄水場

### WEB
1. ↑  “愛知県豊橋市の町丁・字一覧”.   人口統計ラボ. 2023年4月13日閲覧。
2. ↑  総務省統計局 (2017年1月27日). “平成27年国勢調査の調査結果(e-Stat) - 男女別人口及び世帯数 －町丁・字等” (CSV). 2021年7月21日閲覧。
3. ↑  “愛知県豊橋市の郵便番号一覧”.   日本郵便. 2023年4月13日閲覧。
4. ↑  “市外局番の一覧” (PDF).   総務省 (2022年3月1日). 2022年3月22日閲覧。
5. ↑  総務省統計局 (2014年3月28日). “平成7年国勢調査の調査結果(e-Stat) - 男女別人口及び世帯数 －町丁・字等” (CSV). 2021年7月20日閲覧。
6. ↑  総務省統計局 (2014年5月30日). “平成12年国勢調査の調査結果(e-Stat) - 男女別人口及び世帯数 －町丁・字等” (CSV). 2021年7月20日閲覧。
7. ↑  総務省統計局 (2014年6月27日). “平成17年国勢調査の調査結果(e-Stat) - 男女別人口及び世帯数 －町丁・字等” (CSV). 2021年7月21日閲覧。
8. ↑  総務省統計局 (2012年1月20日). “平成22年国勢調査の調査結果(e-Stat) - 男女別人口及び世帯数 －町丁・字等” (CSV). 2021年7月21日閲覧。
9. ↑  総務省統計局 (2017年1月27日). “平成27年国勢調査の調査結果(e-Stat) - 男女別人口及び世帯数 －町丁・字等” (CSV). 2021年7月21日閲覧。
10. 1 2 3 4  中根政人 (2023年5月30日). “豊橋浄水場、老朽化で建て替えへ　新施設は３４年ごろ稼働予定”. 中日新聞 (中日新聞社) 2023年6月3日閲覧。 {{cite news}}: |accessdate=の日付が不正です。 (説明)⚠

### 書籍
1. 1 2 3 4 5 6 7  「角川日本地名大辞典」編纂委員会 1989, p. 1794.
2. ↑  「角川日本地名大辞典」編纂委員会 1989, p. 1108.